# Ömer Çatkıç
Ömer Çatkıç (* 15. Oktober 1974 in Eskişehir) ist ein ehemaliger türkischer Fußballtorhüter und -trainer. Durch seine langjährige Tätigkeit und die Erfolge für Gaziantepspor wird er stark mit diesem Verein assoziiert. So ist er mit 211 Spielen der Spieler mit den meisten Erstligaeinsätzen für Gaziantepspor.

## Spielerkarriere

### Verein
Çatkıç spielte von 1997 bis 2004 für den türkischen Klub Gaziantepspor. Seine guten Leistungen im Verein brachten ihm mehrmals die Berufung in den Kader der türkischen Nationalmannschaft ein. Bei der Fußball-Weltmeisterschaft 2002 in Japan/Südkorea kam er im Gruppenspiel gegen China zum Einsatz. Im Sommer 2004 unterschrieb er bei Gençlerbirliği einen Vertrag, wo er zwei Jahre spielte. In der Saison 2006/07 kam er zu einigen Einsätzen für Bursaspor in der Süper Lig, ehe er im Juli 2007 zu seinem Jugendverein Gaziantepspor zurückkehrte. Nach einem Jahr verließ er den Verein wieder und spielte seit Juli 2008 beim türkischen Erstligisten Antalyaspor.
Zur Saison 2012/13 wurde sein Wechsel zum Zweitligisten Karşıyaka SK bekanntgegeben. Dieser Wechsel kam später doch nicht zustande. Anschließend wurde ein Wechsel zum Zweitligisten Denizlispor verkündet. Auch dieser Wechsel entpuppte sich als Spekulation. Çatkıç gab wenig später das Ende seiner aktiven Fußballtorhüterkarriere bekannt.

### Erfolge
Mit Eskişehirspor
- Play-off-Sieger der TFF 1. Lig und Aufstieg in die Süper Lig: 1994/95

Mit Gaziantepspor
- Tabellendritter der Süper Lig: 1999/2000, 2000/01

Mit der türkischen Nationalmannschaft
- Teilnehmer an der Fußball-Europameisterschaft: 2000
- Dritter der Fußball-Weltmeisterschaft: 2002
- Dritter der FIFA-Konföderationen-Pokal: 2003

## Trainerkarriere
Çatkıç arbeitete ab November 2012 beim Erstligisten Kardemir Karabükspor als Co-Trainer und assistierte dabei Mesut Bakkal. Nachdem Bakkal zwei Tage vor Saisonende entlassen worden war, verließ auch Çatkıç Karabük.

## Festnahme
Im August 2017 wurde Çatkıç in der Türkei verhaftet. Laut der türkischen Nachrichtenagentur Doğan Haber Ajansı wird er beschuldigt, Mitglied der Gülen-Bewegung zu sein. So soll er auf seinem Mobiltelefon die App ByLock  benutzt haben. Über diesen mit Verschlüsselung ausgestatteten Instant Messenger hatten auch die Putschisten zur Vorbereitung des Putschversuchs in der Türkei 2016 miteinander kommuniziert.